# 玄鐵重劍
玄鐵重劍是金庸武俠小說《神雕俠侶》中虛構的一件兵器，劍魔獨孤求敗四十歲前所用，死後埋下土中，後由楊過尋出。為屠龍刀、倚天劍和峨嵋派掌門鐵指環的前身。
玄鐵重劍通體由玄鐵鑄造，外表黑黝，劍身深黑之中隱隱透出紅光，三尺多長，重八八六十四斤（新修版中改為九九八十一斤），兩邊劍鋒都是鈍口，劍尖亦圓鈍。玄铁乃兵刃至宝，寻常刀枪剑戟之中只要加入半两数钱，凡铁立成利器，因此此劍質地絕佳。

## 劍中玄機
楊過退隱古墓前將之交託於郭靖夫婦，轉贈郭襄。襄阳城破前，郭靖、黄蓉夫妇请高明工匠熔之與西洋精金融合鑄成倚天剑、屠龙刀二大兵器，并藏《九阴真经》、《降龙十八掌掌谱》与《武穆遗书》于其中。（第三版中改為玄鐵劍只鑄屠龍刀一柄，倚天剑改由君子劍、淑女劍合鑄）

## 玄鐵劍法
玄鐵劍法招數簡單，講究的是：重劍無鋒，大巧不工。需以強勁內力配合重量十足的玄鐵重劍使出，威力銳不可當。但鍛練之初若非用玄鐵重劍使出，因使用者內力尚未達到極厚，不僅會使威力大打折扣，且在內勁未發出就會使劍已先行被勁力折斷。使劍者必須將內功練至登峰造極，收放自如，進而以草木竹石為劍甚至無須用劍，方能達到更勝於倚靠玄鐵劍的境界。楊過在東海之濱練劍七年後，似乎已經接近此境界，能以木劍使用玄鐵劍法，一燈大師也謂其內力之強從所未遇，而自忖內力天下無敵的金輪法王也無把握勝過楊過。但當楊過與金輪法王於襄陽城外火台決鬥時，將法王手中金輪打落、而自己手中劍也同時折斷後，楊過自認未達劍魔「木劍勝鐵劍，無劍勝有劍」之境，且認為若是玄鐵劍在手就能取勝。
港漫版擷取原著中「順刺、逆擊、橫削、倒劈」成為四招玄鐵劍法，實則就動作上來說，仍是基本的使用原理。

## 劍下敗將
獨孤求敗當年曾用之橫行天下，天下高手幾乎敗盡。
而楊過用之打敗的有尹克西、潇湘子、金輪國師、趙志敬、尼摩星、公孫止、裘千仞等高手。